# ZBW – Leibniz-Informationszentrum Wirtschaft

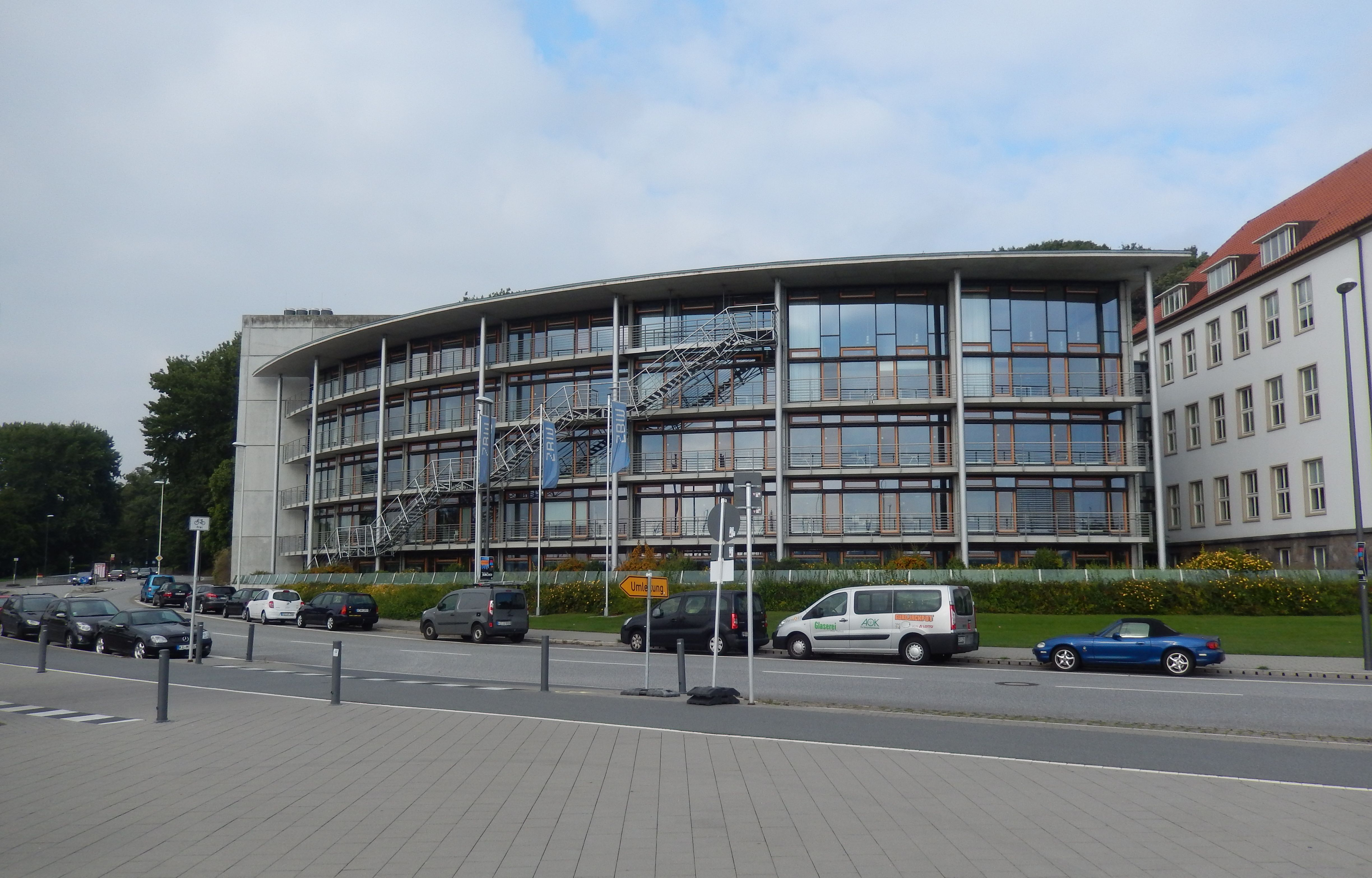
Außenansicht der ZBW an der Kieler Förde

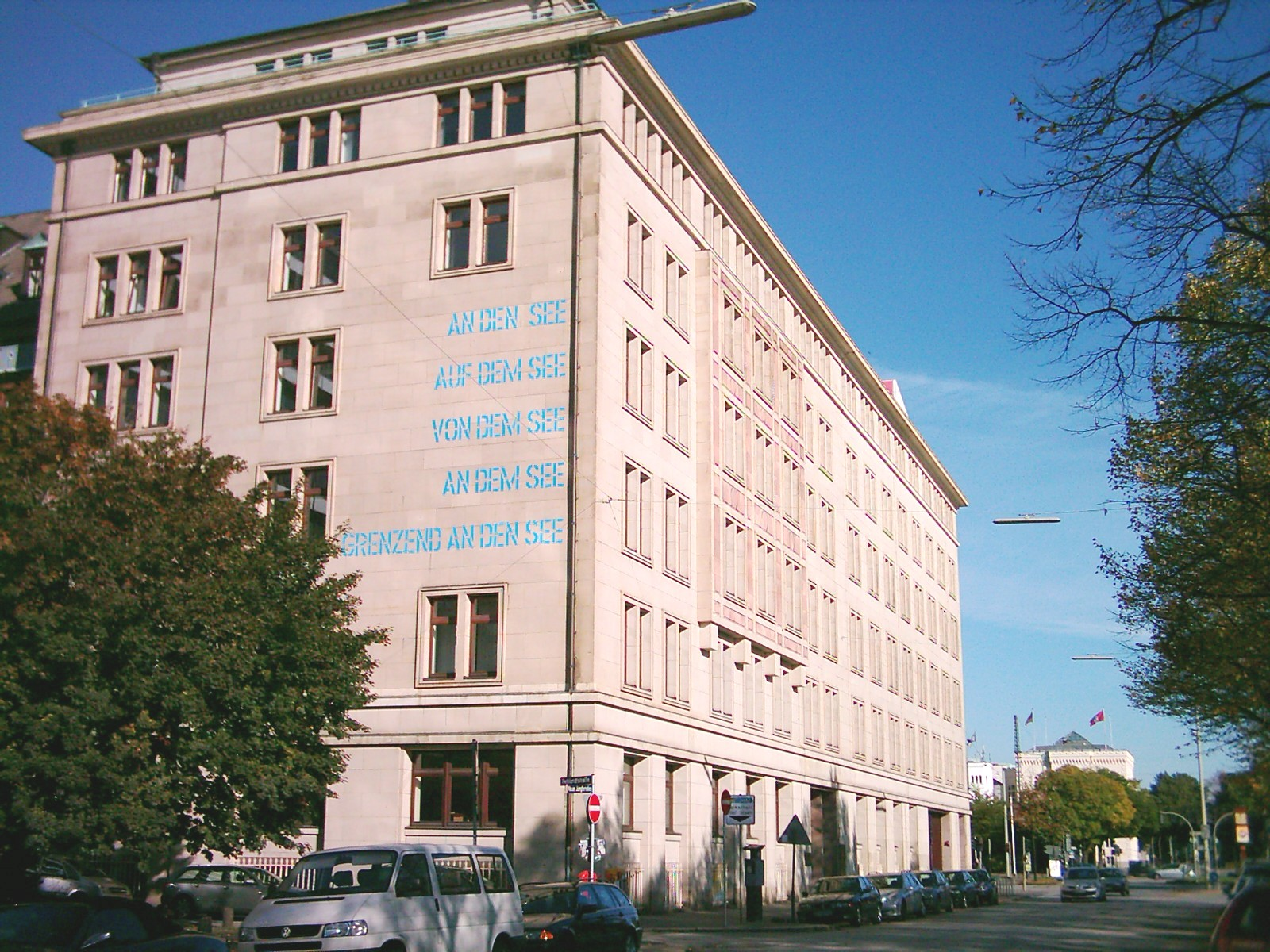
Die ZBW am Neuen Jungfernstieg in Hamburg

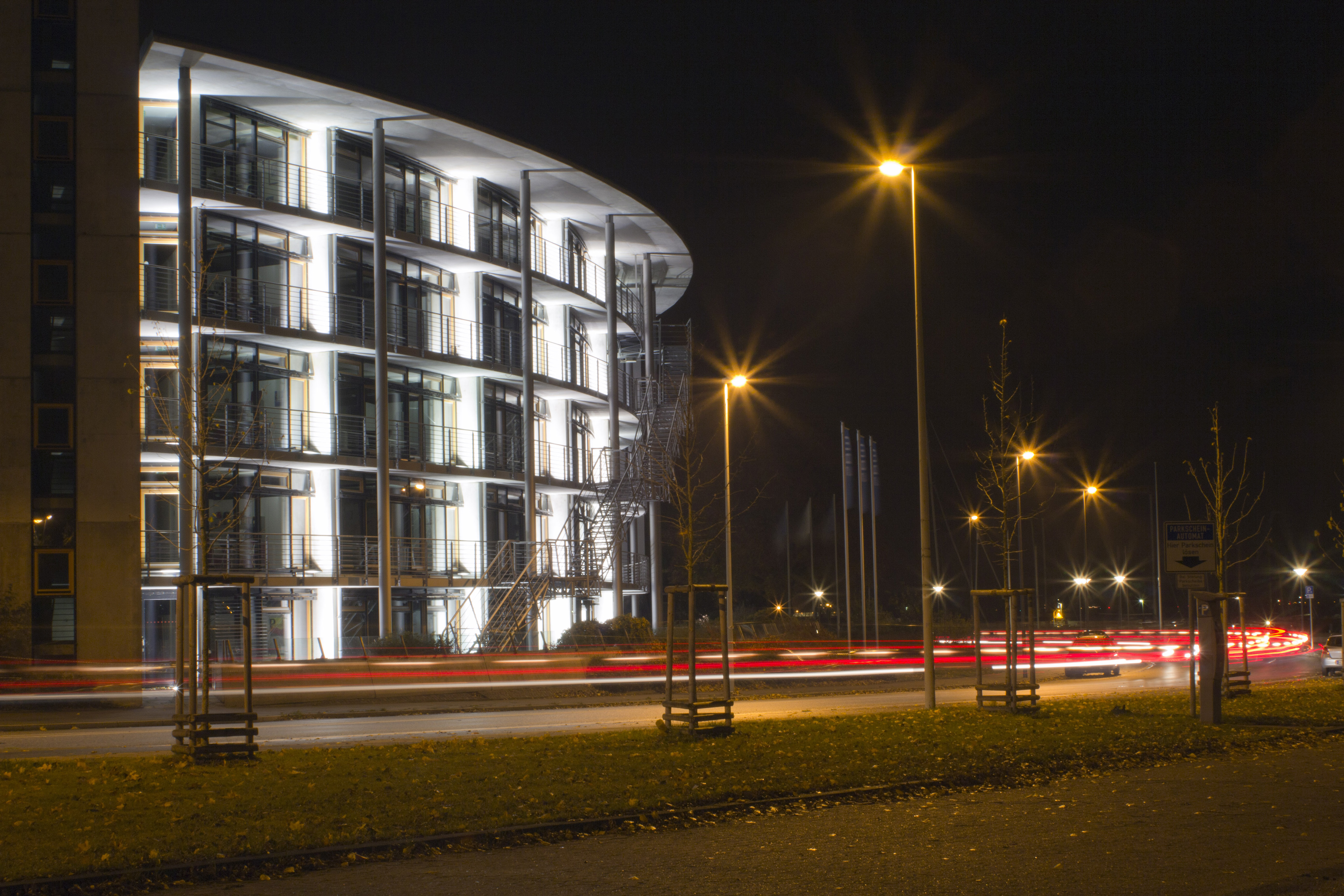
Zentralbibliothek für Wirtschaftswissenschaften Kiel

Die ZBW – Leibniz-Informationszentrum Wirtschaft ist die weltweit größte Spezialbibliothek für wirtschaftswissenschaftliche Literatur. Mit Inkrafttreten der neuen Satzung am 7. August 2018 wird die Stiftung ausschließlich „ZBW – Leibniz-Informationszentrum Wirtschaft“ genannt. Sie hat zwei Standorte in Kiel und Hamburg, ist ein angegliedertes Institut der Christian-Albrechts-Universität zu Kiel und Mitglied in der Leibniz-Gemeinschaft (WGL). Sie wird durch den Bund und die Länder finanziert. Die Entscheidung über die Förderung trifft die Gemeinsame Wissenschaftskonferenz (GWK) in regelmäßigen Abständen immer wieder neu. Direktor ist Klaus Tochtermann.
Zum ZBW gehört das wirtschaftshistorische Pressearchiv 20. Jahrhundert, welches bis 2005 aktualisiert wurde.

## Sammelauftrag
Die ZBW ist die Zentrale Fachbibliothek und Forschungsinfrastruktur für Wirtschaftswissenschaften. Ihr Sammelauftrag lautet, theoretische und empirische Literatur und Fachinformationen aus den Bereichen Volkswirtschaftslehre und Betriebswirtschaftslehre zu beschaffen, zu erschließen, zu archivieren und der Öffentlichkeit zur Verfügung zu stellen. Der steigenden Tendenz zu interdisziplinärem Arbeiten in der wirtschaftswissenschaftlichen Forschung trägt die ZBW dadurch Rechnung, dass sie zusätzlich alle Publikationen der engen Nachbarwissenschaften und Hilfswissenschaften mit einem ökonomischen Schwerpunkt erwirbt.
Mit diesen Sammelschwerpunkten ist die ZBW Teil des Systems der überregionalen Literaturversorgung der Deutschen Forschungsgemeinschaft (DFG) und berücksichtigt somit beim Bestandsmanagement insbesondere die überregionale Nachfrage der Nutzer.

## Bibliotheksbestand
Der Bestand umfasst circa 4,43 Millionen Medieneinheiten (Stand 2018). Die ZBW abonniert über 26.671 Zeitschriften und vermittelt den Zugang zu 2,3 Millionen digitalen Volltexten. Über das Fachportal EconBiz hat man kostenlos Zugriff auf über 10,7 Millionen Datensätze. Im Repositorium Econstor sind über 168.528 Volltexte (v. a. Working Papers, aber auch Zeitschriftenaufsätze, Konferenzbeiträge etc.) aus deutschen Wirtschaftsforschungsinstituten und Universitäten gespeichert und kostenlos online verfügbar.
Die ZBW erschließt inhaltlich nicht nur Bücher, sondern auch Aufsätze, Working Papers und elektronische Quellen, d. h. versieht sie mit Schlagworten (Deskriptoren). Der Standard-Thesaurus Wirtschaft dient als Grundlage für die inhaltliche Erschließung.

## Dienstleistungen
Die ZBW betreibt für die wirtschaftswissenschaftliche Recherche das Fachportal EconBiz mit über 10,5 Millionen Datensätzen aus den Wirtschaftswissenschaften.
Die ZBW bietet einen Online-Auskunftsdienst (Research Guide EconDesk), der Hilfestellung bei der Literaturrecherche gibt und Fragen zur Faktenrecherche in den Wirtschaftswissenschaften beantwortet.
Die ZBW ist aktiv in der Open-Access-Bewegung, die sich den freien Zugang zu wissenschaftlichen Informationen zum Ziel setzt. So ist sie u. a. Verhandlungsführer für die Erwerbung von Nationallizenzen im Bereich der Wirtschaftswissenschaften.
Das Repositorium Econstor dient der freien Veröffentlichung wissenschaftlicher Publikationen aus den Wirtschaftswissenschaften.
Econstor wird von über 400 Einrichtungen zur digitalen Verbreitung ihrer Veröffentlichungen im Open Access genutzt. EconStor ist zudem eine Input-Quelle für RePEc und gehört dort zu den meistgenutzten Archiven.
Das ZBW Journal Data Archive ist ein Service für Herausgeber wirtschaftswissenschaftlicher Fachzeitschriften. Herausgeber können dort Datensätze und weitere Materialien zu empirischen Fachartikeln ablegen und bereitstellen, um die Nachvollziehbarkeit und Replizierbarkeit der publizierten Forschungsergebnisse zu unterstützen.
Die ZBW gibt die beiden wirtschaftspolitischen Zeitschriften „Wirtschaftsdienst“ und „Intereconomics“ heraus.
Darüber hinaus unterstützt die ZBW Forscher im Umgang mit der Digitalisierung der Wissenschaft, indem sie zu Aspekten wie dem Publizieren im Open Access oder einem zeitgemäßen Forschungsdatenmanagement berät und Infrastrukturangebote entwickelt.

## Projekte
Die ZBW engagiert sich in nationalen und internationalen Projekten zur Entwicklung neuer Dienstleistungen für ihre Kunden.
- GeRDI – Generic Research Data Infrastructure[11]

Das Projekt entwickelt eine verteilte und vernetzte Forschungsdateninfrastruktur. Ziel ist es, bestehende und zukünftige Forschungsdatenspeicher in ganz Deutschland virtuell miteinander zu verknüpfen. Dies ermöglicht Wissenschaftlern disziplinübergreifend und schrankenfrei Forschungsdaten zu recherchieren. Das Projekt wird von der ZBW koordiniert und von der DFG gefördert. Forschungspartner sind die Christian-Albrechts-Universität zu Kiel, der Verein zur Förderung eines Deutschen Forschungsnetzes (DFN-Verein), das Leibniz-Rechenzentrum der Bayerischen Akademie der Wissenschaften in München sowie das Zentrum für Informationsdienste und Hochleistungsrechnen der Technischen Universität Dresden.
- Linked Open Citation Database (LOC-DB)[13]

Im Projekt LOC-DB werden auf der Basis der Linked-Data-Technologie praktisch nutzbare Werkzeuge und Prozesse entwickelt, mit denen einzelne Bibliotheken an einer offenen, verteilten Infrastruktur zur Erschließung von Zitationen mitwirken können. Es soll gezeigt werden, dass durch eine weitgehende Automatisierung von Erfassungsprozessen ein wesentlicher Mehrwert für die wissenschaftliche Recherche geschaffen werden kann.
- metrics: MEasuring The Reliability and perception of Indicators for interactions with sCientific productS[14]

Das Hauptanliegen von „*metrics“ ist es, ein tieferes Verständnis alternativer Messindikatoren für Forschungsleistung zu erhalten. Es geht um die Qualität und Verlässlichkeit der Indikatoren, aber auch darum, wie fachspezifische Besonderheiten berücksichtigt sind.
- MOVING[15]

Ziel von MOVING ist der Aufbau einer Arbeitsumgebung für die qualitative und quantitative Analyse großer Dokumenten- und Datensammlungen. Die ZBW mit ihrer Expertise im Feld Science 2.0 ist Forschungspartner im Bereich Text- und Data Mining und zudem wissenschaftlicher Koordinator.
- International Journal of Replications in Empirical Economics (IJEMD/IREE)[16]

Ziel des Projektes ist die Einführung einer neuartigen Zeitschrift für die Publikation von systematischen Überblicks- und Replikationsstudien und Forschungsdaten in den empirischen Wirtschaftswissenschaften.
- Digitale Reichsstatistik[17]

Historische Statistiken sind bislang nur in Ausnahmefällen online verfügbar. In diesem Pilotprojekt werden die Bände der Deutschen Reichsstatistik digitalisiert und dann so aufbereitet, dass die darin enthaltenen Daten von Forschern ohne großen Aufwand heruntergeladen und in Tabellenkalkulationsprogrammen weiterverarbeitet werden können. Auch dieses Projekt wird von der Deutschen Forschungsgemeinschaft (DFG) gefördert.
- SowiDataNet[18]

SowiDataNet ist ein von der Leibniz-Gemeinschaft gefördertes Projekt, das von GESIS, DIW, WZB und ZBW kooperativ durchgeführt wird. Ziel des Projekts ist der Aufbau eines Forschungsdatenverbunds für die eigenständige Archivierung und Distribution von Forschungsdaten der Sozial- und Wirtschaftswissenschaften.
- Langzeitarchivierung[19]

Die rasante technische Entwicklung der letzten Jahre hat dazu geführt, dass viele Informationen nur noch elektronisch existieren, aber auch dazu, dass die Hard- und Software zum Lesen dieser Informationen immer schneller veraltet. Die digitale Langzeitarchivierung soll sicherstellen, dass auch künftige Generationen diese Informationen nutzen können. Zu diesem Zweck kooperiert die ZBW mit den beiden anderen Zentralen Fachbibliotheken, der Technischen Informationsbibliothek (TIB) und der Deutschen Zentralbibliothek für Medizin (ZB MED), in einem Pilotprojekt, das Strategien und Methoden für die Langzeitarchivierung digitaler Ressourcen entwickelt.
- Linked Open Data[20]

Linked Open Data bezeichnet die Bereitstellung von frei nutzbaren Daten (Open Data) als vernetzte Daten (Linked Data). Die ZBW arbeitet intensiv daran, ihre eigenen Daten mit externen Daten zu verknüpfen, um neue Anwendungen und Nutzungsmöglichkeiten zu finden. Als erstes hat sie ihren Standard-Thesaurus Wirtschaft in dieser Form zur Verfügung gestellt. In den ZBW Labs stellt sie aktuelle Prototypen vor.
- da|ra – Die Registrierungsagentur für Sozial- und Wirtschaftsdaten[22]

Zusammen mit GESIS – Leibniz-Institut für Sozialwissenschaften baut die ZBW eine Registrierungsagentur auf, bei der Forscher aus den Sozial- und Wirtschaftswissenschaften ihre im Forschungsprozess gewonnenen Primärdaten registrieren können. Diese Registrierung dient dazu, die Daten zugänglich, eindeutig identifizierbar und damit auch wiederholbar zu machen, so dass der Forschungsprozess insgesamt transparenter und effizienter wird. Sowohl die ZBW als auch GESIS sind Mitglied im Verbund DataCite, der sich das Ziel setzt, international einheitliche Regeln für die Registrierung von Forschungsdaten zu erstellen.

## Netzwerke und Kooperationen
Auch in der Community der Informationsinfrastrukturanbieter ist die ZBW aktiv vernetzt, beispielsweise in den Arbeitskreisen der Leibniz-Gemeinschaft, des Gemeinsamen Bibliotheksverbundes (GBV), im Kontext von LIBER, nestor oder der Schwerpunktinitiative „Digitale Information“ der Allianz der Wissenschaftsorganisationen zur Verbesserung der Informationsversorgung in Forschung und Lehre.

## Forschung an der ZBW
Die ZBW unterstützt Wirtschaftswissenschaftler im Umgang mit der Digitalisierung der Wissenschaft, indem sie zu Aspekten wie dem Publizieren im Open Access oder einem zeitgemäßen Forschungsdatenmanagement berät und Infrastrukturangebote entwickelt. Um ihrem Auftrag auf höchstem Niveau nachkommen zu können, betreibt die ZBW anwendungsorientierte Forschung in der Informatik und den Informationswissenschaften. Zusammen mit zwei Professoren und einer Professorin arbeitet ein internationales und interdisziplinär aufgestelltes Forscherteam.
Die ZBW erforscht das Gebiet Knowledge Discovery beziehungsweise Wissenserschließung, das neue Suchparadigmen zum Gegenstand hat. Hier werden innovative Methoden und Algorithmen entwickelt, die es zum Beispiel ermöglichen, große Dokumenten- und Datensammlungen quantitativ und qualitativ zu analysieren.
Die Forschungsgruppe Web Science untersucht kollaboratives Nutzungsverhalten und Nutzungsmuster in webbasierten Kommunikations- und Forschungsumgebungen. Sie beschäftigt sich auch mit dem Thema Altmetrics, das heißt mit alternativen Metriken für die Evaluation des wissenschaftlichen Outputs auf Basis neuer Kennwerte.
Die ZBW erforscht unter dem Begriff Science 2.0, wie das World Wide Web mit seinen zahlreichen Web-2.0-Anwendungen Forschungs- und Publikationsprozesse in der Wissenschaft nachhaltig verändert. So entstand der Leibniz-Forschungsverbund Science 2.0 2013 auf ZBW-Initiative. Der europaweit einzigartige Zusammenschluss aus Infrastrukturdienstleistern und Forschungsinstituten will das Thema Open Science in der wissenschaftlichen Community etablieren. Ziel ist es, wissenschaftliche Ergebnisse und Prozesse offen zugänglich und nutzbar zu machen. Eine jährlich stattfindende internationale Konferenz bietet Forschern, Fachleuten aus Bibliotheken sowie Fachexperten aus der Wissenschaftspolitik die einzigartige Möglichkeit, sich zu Anwendungen, Erfahrungen und Strategien zum Thema Open Science auszutauschen.

## Wissenschaftspolitisches Engagement
Die ZBW begleitet den digitalen Wandel nicht nur forschend, sondern gestaltet ihn durch wissenschaftspolitische Aktivitäten national und international mit. Sie hat das Thema Open Science national und international besetzt mit dem Direktor der ZBW, der in der High-Level Expert Group die European Open Science Cloud befördert. Er ist Mitglied in der G7 Open Science Working Group sowie im Rat für Informationsinfrastrukturen, einem Bestandteil der Digitalen Agenda der Bundesregierung. In allen Gremien hat die Entwicklung einer integrierten Forschungsdateninfrastruktur über Disziplin- und Ländergrenzen hinweg höchste Priorität. Das jüngste Vorhaben mit diesem Ziel ist das DFG-geförderte Projekt German Research Data Infrastructure GeRDI, das die ZBW seit 2016 koordiniert. In ihm werden fächerübergreifend Infrastrukturen für Forschungsdaten vernetzt und somit neue Möglichkeiten für multidisziplinäre Forschung ermöglicht.

## Geschichte
Die Zentralbibliothek für Wirtschaftswissenschaften wurde am 1. Februar 1919 als Abteilung des Kieler Instituts für Weltwirtschaft eingerichtet. 1924 wurde Wilhelm Gülich zum Bibliotheksdirektor ernannt. Unter seiner Leitung wurde diese zur führenden Fach- und Forschungsbibliothek der Wirtschaftswissenschaften ausgebaut. Gülich übte diese Stelle bis 1946 und wieder ab 1950, bis zu seinem Tod 1960 aus. Gülich wurde in dieser Zeit wesentlich auch von seiner Stellvertreterin Gertrud Savelsberg unterstützt. Von 1961 bis 1992 wurde die Bibliothek von Erwin Heidemann geleitet. In dieser Zeit entwickelte sich aus der Institutsbibliothek eine überregionale Fachbibliothek.
Als Forschungsbibliothek konnte die ZBW ihre Bestände über die Jahrzehnte vollständig bewahren. 1966 übertrug ihr die Deutsche Forschungsgemeinschaft die Funktion als Zentralbibliothek der Wirtschaftswissenschaften in der Bundesrepublik Deutschland, und sie wurde in die Gemeinschaftsförderung durch Bund und Länder aufgenommen. Als Sammelschwerpunkte wurden Volks- und Weltwirtschaft definiert. Seit 1990 ist die ZBW Mitglied der Leibniz-Gemeinschaft (Sektion B – Wirtschafts- und Sozialwissenschaften, Raumwissenschaften) und gehört hier zu den wissenschaftlichen Einrichtungen mit bedeutendem Anteil an überregionalen Infrastrukturaufgaben.
Von 1992 bis 2010 war Horst Thomsen Direktor der ZBW. In seine Amtszeit fällt die zum 1. Januar 2007 vollzogene Trennung vom Institut für Weltwirtschaft (IfW) und die Zusammenführung mit der Bibliothek des aufgelösten Hamburgischen Welt-Wirtschafts-Archivs in eine eigenständige, rechtsfähige Stiftung öffentlichen Rechts. Ihre Zuständigkeit wurde dabei um das Sammelgebiet Betriebswirtschaft und die Herausgabe der seit 1916 erscheinenden Zeitschrift Wirtschaftsdienst und der seit 1966 erscheinenden Zeitschrift Intereconomics erweitert. Seit 2010 ist Klaus Tochtermann Direktor der ZBW. Unter seiner Leitung wurde begonnen, die anwendungsorientierte Forschung in den Bereichen Informatik und Informationswissenschaften aufzubauen. 2014 wurde die ZBW vom Deutschen Bibliotheksverband als Bibliothek des Jahres ausgezeichnet: „Die ZBW ist eine radikal moderne Bibliothek, deren Kunden- und Innovationsorientierung als Vorbild für andere Bibliotheken dienen kann“. Im April 2023 wurde die Bibliothek Opfer einer Cyberattacke. Durch diese verschafften sich die Eindringlinge Zugriff auf die IT-Infrastruktur und verschlüsselten einige Bereiche.

## Struktur
Gemäß Satzung wird die ZBW von einem Direktor geleitet, der gleichzeitig einen Lehrstuhl an der Christian-Albrechts-Universität zu Kiel hält. Sie untersteht der Aufsicht des jeweils für die Hochschulen zuständigen Ministeriums des Landes Schleswig-Holstein. Die Stiftungsorgane sind die Direktorin beziehungsweise der Direktor als Leitung und der Stiftungsrat als Beratungs- und Entscheidungsgremium für grundsätzliche und finanzielle Fragen. Im Stiftungsrat sitzen neben dem Vertreter des Landes Schleswig-Holstein als Vorsitzendem ein Vertreter der Freien und Hansestadt Hamburg, zwei Vertreter des Bundes, von denen einer stellvertretender Vorsitzender des Stiftungsrates ist, der Vorsitzende des Beirates, zwei Vertreter der Christian-Albrechts-Universität zu Kiel und drei externe Wissenschaftler, von denen einer einem führenden Wirtschaftsforschungsinstitut angehört und zwei die Informationswissenschaften im universitären und außeruniversitären Bereich vertreten. Daneben besteht laut Satzung ein Beirat, der die Organe der Stiftung in Fragen der Serviceaufgaben und in Belangen der Kundschaft berät.
Als Mitglied der Leibniz-Gemeinschaft wird die ZBW in regelmäßigen Abständen evaluiert. Vom Ergebnis dieser Evaluierung hängt es ab, ob sie weiter finanziell gefördert wird. Die letzten Evaluierungen fanden 2010 und 2017 statt und fielen positiv aus.